# Oi Va Voi
Oi Va Voi (jiddisch für „Herrjemine“ oder „Meine Güte“) ist eine experimentelle Rockband aus London. Sie mischt traditionelle osteuropäische und jüdische Musik mit Elementen des Rock oder der Elektronischen Musik.

## Geschichte
Die Bandmitglieder trafen in den späten 1990er Jahren während des Studiums in Oxford aufeinander und gründeten Oi Va Voi zunächst als reine Instrumentalgruppe, bei der die traditionelle jüdische Musik im Vordergrund stand. Mit dem auf die nationalsozialistischen Pogrome von 1938 bezogenen, tragischen Stück S’brent von Mordechaj Gebirtig findet sich auch ein jiddisches Lied im Repertoire der Band. Nach und nach mischten sie modernere Klänge in ihre Stücke und ihre erste noch selbst produzierte CD hatte sich musikalisch schon weit von den klassischen Vorbildern gelöst. Für die Studioaufnahmen und die Liveauftritte fanden Oi Va Voi mit KT Tunstall eine passende Stimme.
Nach der Veröffentlichung ihres ersten kommerziellen Albums Laughter Through Tears im Jahr 2003 trennte sich Oi Va Voi im Streit von ihrer damaligen Plattenfirma. Zudem verließ mit Sophie Solomon ein Mitglied die Band, um sich auf ihre Solokarriere zu konzentrieren. Da auch KT Tunstall eigene Wege ging, folgte eine längere Phase der Umstrukturierung, bevor die Band zusammen mit Haylie Ecker und Alice McLaughlin 2007 ein neues Album Oi Va Voi aufnehmen konnte.
Am 5. Mai 2009 wurde ein neues Album mit dem Titel Travelling the face of the globe veröffentlicht.

## Diskografie
- Digital Folklore (2002; Selbstverlag) – heute kaum erhältlich
- Laughter Through Tears (2003; Outcaste)
- Oi Va Voi (2007; V2 Records)
- Travelling The Face Of The Globe (2009; OI VA VOI Recordings)
- Vanished World (Single, 2018; V2 Records Benelux)
- The Water’s Edge (Album, 2025; Parallel Skies)

## Kritiken
Marco Frenzel im WOM Journal: „Die von Klarinette, Trompete, Violine oder Klavier gespielten jüdischen Harmonien werden wagemutig mit clubtauglichen Rhythmen kombiniert und ergänzen sich, statt gegeneinander anzuspielen. Eine äußerst facettenreiche Version von Pop.“
Arndt & Franzen im Rolling Stone: „Ist dies womöglich das nächste Gotan Project? Das Sextett aus London mischt Klezmer mit Computer und Dub mit Balkan-Blechbläsern oder auch ungarisch geprägten Schmachtgesängen. Noch überraschender als diese waghalsige Fusion ist allerdings die künstlerische Reife ihres Outcaste-Debüts. Sie nennen ihre Musik ‚Digital Folk‘. Wir nennen es eine Sensation: grenzenlos, clubtauglich und überirdisch schön.“

## Auszeichnungen
- 2003: Nominierung für die BBC Awards for World Music
- 2004: Niederländischer „Edison Award“ für ihr Album Laughter Through Tears als bestes Album in der Kategorie World Internationaal